# 甲磺酸乙酯
甲磺酸乙酯（英語：Ethyl methanesulfonate，缩写EMS）是分子式为C3H8SO3的有机化合物，可用作致突变剂和致畸形剂。其致突变原理为烷基化核苷酸中的碱基，特别是鸟嘌呤（G）。